# ناتروفيليت
الناتروفيليت (Natrophilite) هو معدن بالصيغة كيميائية صوديوممنغنيزفسفورأكسجين4. لونه اصفر في حالته النقية. بلورته مكونه من نظام بلوري معيني قائم إلى نظام بلوري هرمي ثنائي. شفاف إلى نصف شفاف. ليس مشع. تقييمه في مقياس موس من 4.5 إلى 5.